# 107 mm działo bezodrzutowe B-11
B-11 – radzieckie działo bezodrzutowe.
Działo B-11 zostało skonstruowane w latach 50. Miało gładkościenną lufę zamocowaną na trójnogu. Do trójnogu były zamocowane koła. Lufa zakończona była zamkiem z dwiema dyszami zapewniającą bezodrzutowość broni. Z lewej strony lufy zamocowany był celownik optyczny PBO-4 służący do strzelania na wprost i ogniem pośrednim i zapasowy celownik mechaniczny. Na mniejsze odległości działo może być przetaczane przez obsługę lub przenoszone po rozłożeniu na trzy zespoły (lufa, trójnóg i koła), na większe holowana za samochodem ciężarowym (np. ZiŁ-151) lub terenowym (np. GAZ-69)
Z armaty B-11 można było wystrzeliwać stabilizowane brzechwowo pociski kumulacyjne i odłamkowe. Przeznaczone było do zwalczania celów opancerzonych, umocnień i siły żywej.
Działo B-11 było używane przez armie krajów Układu Warszawskiego, w tym przez Wojsko Polskie, Wietnamu Północnego, Vietcong, a także państwa Bliskiego Wschodu. Działo było produkowane w Chinach. Od lat 70. wycofywane z uzbrojenia.

## Użytkownicy
Obecni użytkownicy
- Egipt
- Etiopia
- Korea Północna

Byli użytkownicy
- Bułgaria
- Chiny
- Irak
- Kambodża
- NRD
- Wietnam Północny
- Polska
- Somalia

## Amunicja
- BK-883 – nabój z pociskiem HEAT-FS (kumulacyjny, stabilizowany brzechwowo). Masa naboju 12,5 kg, pocisku 7,51 kg. Pocisk zawiera 1,006 kg heksogenu. Zapalnik GK-2 PIBD. Przebijalność pancerza 381 mm RHA.
- O-883A – nabój z pociskiem HE (odłamkowym). Masa naboju 13,5 kg. Pocisk elaborowany 2,1 kg amatolu 80/20. Zapalnik GK-2. Prędkość początkowa 375 m/s. Donośność ogniem pośrednim do 6650 m, bezpośrednim 1300 m.